# Паулу-Афонсу (аэропорт)
Аэропорт Паулу-Афонсу (порт. Aeroporto de Paulo Afonso) (Код ИАТА: PAV) — бразильский аэропорт, расположенный в городе Паулу-Афонсу, является единственным аэропортом в микрорегионе Паулу-Афонсу.
Построенный в середине 1972 года, Паулу-Афонсу принадлежал департаменту гражданской авиации (Departamento de Aviação Civil - DAC) до 4 ноября 1980 года, когда начал обслуживаться компанией Infraero.
Аэропорт стратегически важен для поддержки гидроэлектрической фабрики CHESF (Companhia Hidroelétrica do São Francisco).
В августе 2010 года авиалиния NOAR начала производить рейсы из Паулу-Афонсу в Ресифи.

## Авиалинии и направления
| Авиалинии | Назначения                               |
| --------- | ---------------------------------------- |
| NOAR      | Масейо, Аракажу и Ресифи (через Масейо). |